# 91 Skrzydło Rakiet
91 Skrzydło Rakiet (ang. 91th Missile Wing) – jednostka organizacyjna amerykańskich sił powietrznych w skład której wchodzą balistyczne pociski rakietowe LGM-30G Minuteman III.
91 Skrzydło Rakiet stacjonujące w bazie Minot w stanie Północna Dakota. Silosy rozmieszczone są w stanie Północna Dakota.
Posiada w uzbrojeniu (2016) 150 rakiet, które rozmieszczone są na obszarze około 13600 km².

## Struktura organizacyjna
W roku 2016:
- dowództwo dywizjonu
- 91 Grupa Operacyjna
  - 740 dywizjon rakiet strategicznych
  - 741 dywizjon rakiet strategicznych
  - 742 dywizjon rakiet strategicznych
  - 54 dywizjon śmigłowców;
  - 91 dywizjon wsparcia operacyjnego
- 91 Grupa Obsługi
  - 91 dywizjon obsługi rakiet
  - 91 dywizjon obsługi operacyjnej
- 91 Grupa Sił Ochrony
  - 91 dywizjon sił ochrony rakiet
  - 91 dywizjon Wsparcia ochrony
  - 791 dywizjon sił ochrony rakiet
  - 219 dywizjon sił ochrony rakiet